# Saint-Martin-de-Fugères
Pour les articles homonymes, voir Saint-Martin.
Saint-Martin-de-Fugères est une commune française située dans le département de la Haute-Loire en région Auvergne-Rhône-Alpes.

## Géographie

### Localisation
La commune de Saint-Martin-de-Fugères se situe à 21 km par la route du Puy-en-Velay et à 47 km du Chambon-sur-Lignon
Les Sentiers de grande randonnée GR 3/GR70 (chemin de Stevenson) confondus et GR 40 passent dans la commune.
Elle fait partie du bassin de vie et de la zone d'emploi du Puy-en-Velay.

### Communes limitrophes
Les communes limitrophes sont Alleyrac, Le Brignon, Chadron, Goudet, Le Monastier-sur-Gazeille et Salettes.
|            | Chadron                 | Le Monastier-sur-Gazeille |
| Le Brignon | Saint-Martin de-Fugères | Alleyrac                  |
| Costaros   | Goudet                  | Salettes                  |

### Relief
Le bourg de Saint-Martin est situé au pied du mont Charcon (1 149 m) sur la bordure du plateau dominant à l'est la vallée resserrée de la Loire. Le chef-lieu est à 1 010 mètres d'altitude.
Le territoire communal est structuré par quatre monts, le mont Charcon (1 149 m), la Suchère (1 054 m), Chantegrail (1 107 m) et Nouroux à 1 114 m.

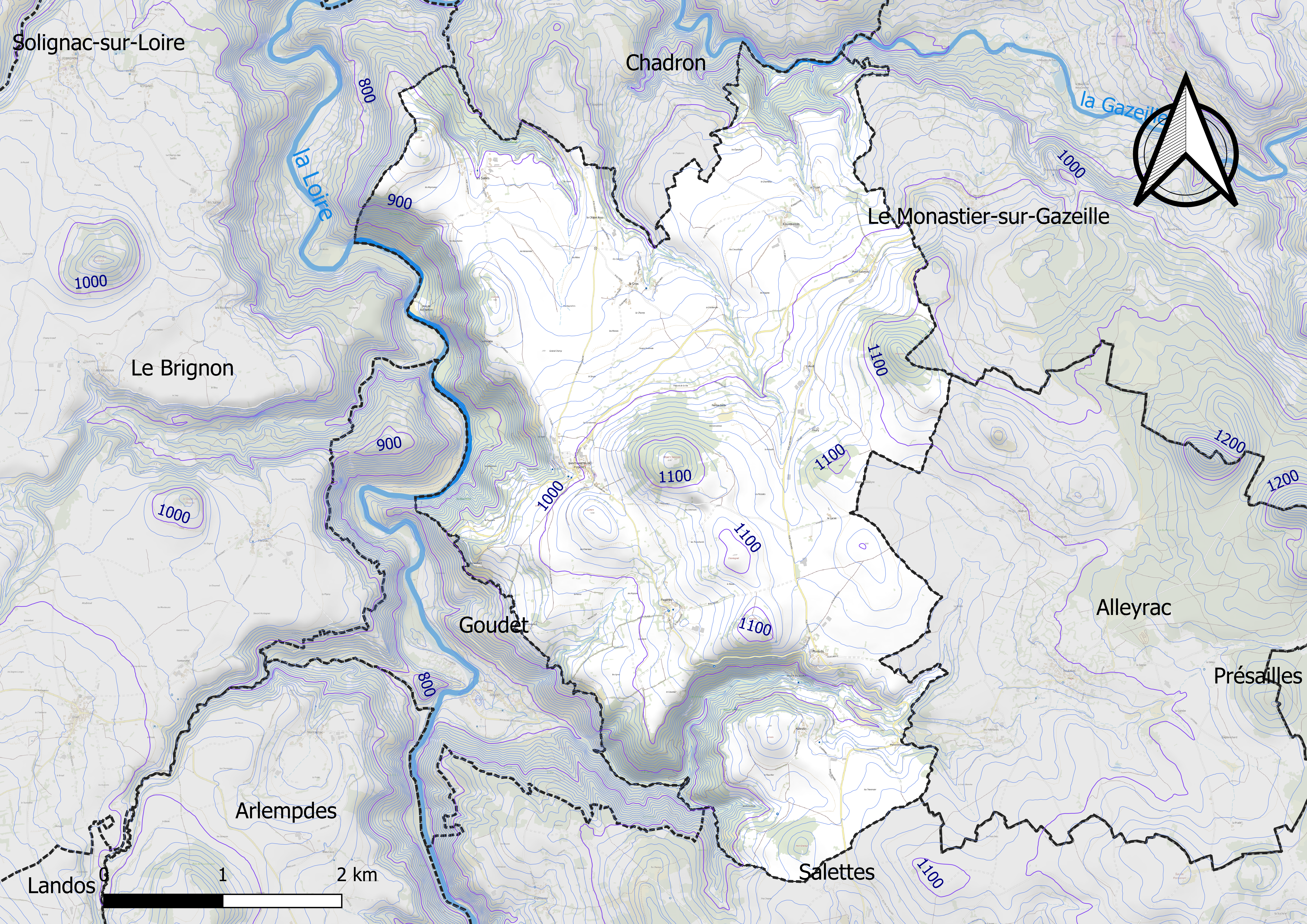
Carte du relief de la commune.

### Hydrographie

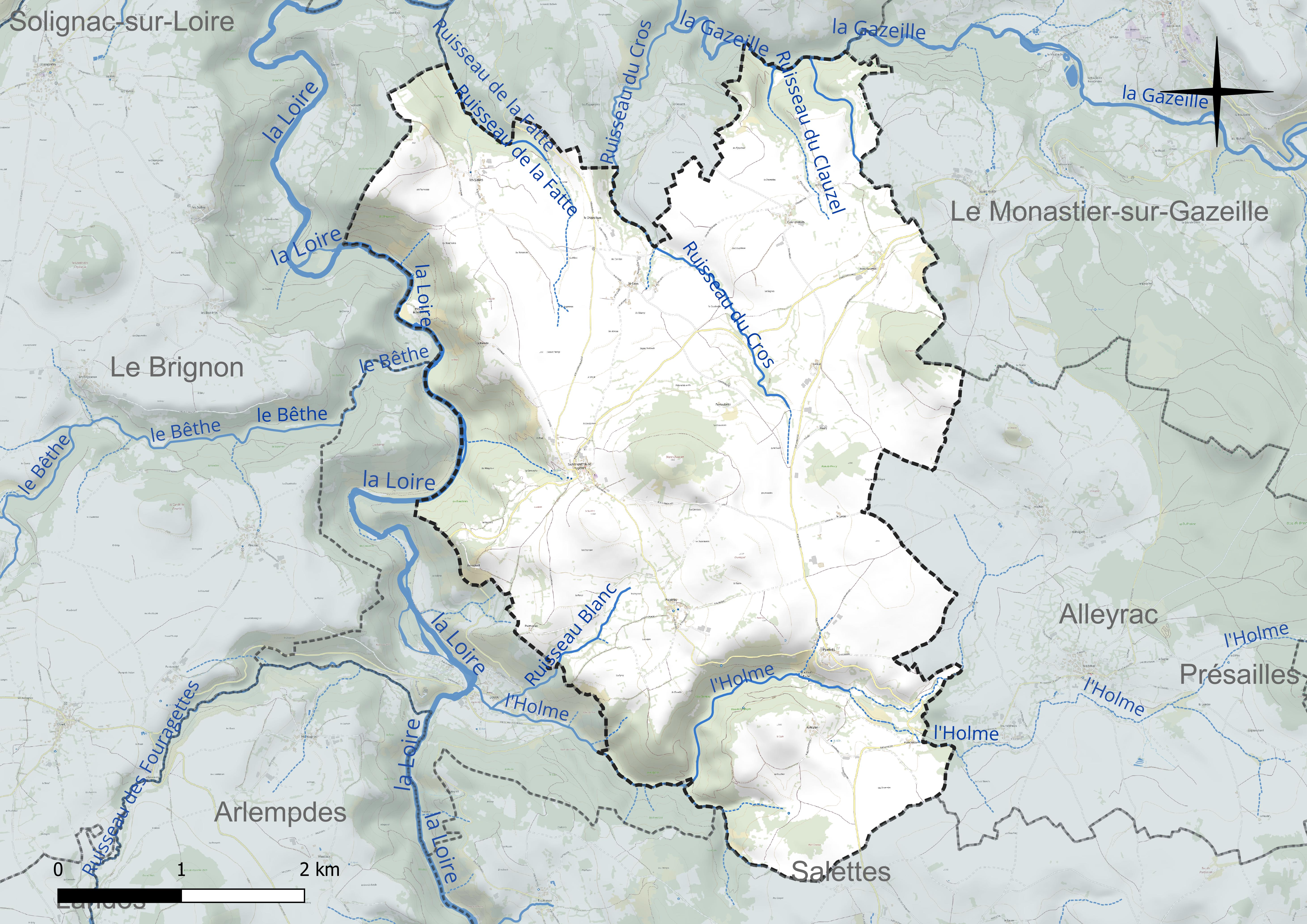
Carte hydrographique de la commune.

Le lit du fleuve la Loire constitue une partie de la limite ouest du territoire communal.
La commune est drainée également par les ruisseaux, notamment ceux de la Fatte et du Cros, qui en sont des affluents.
La source de Bonnefond est une source d'eau minérale ferrugineuse,.

## Urbanisme

### Typologie
Au 1er janvier 2024, Saint-Martin-de-Fugères est catégorisée commune rurale à habitat très dispersé, selon la nouvelle grille communale de densité à sept niveaux définie par l'Insee en 2022.
Elle est située hors unité urbaine et hors attraction des villes,.

### Occupation des sols

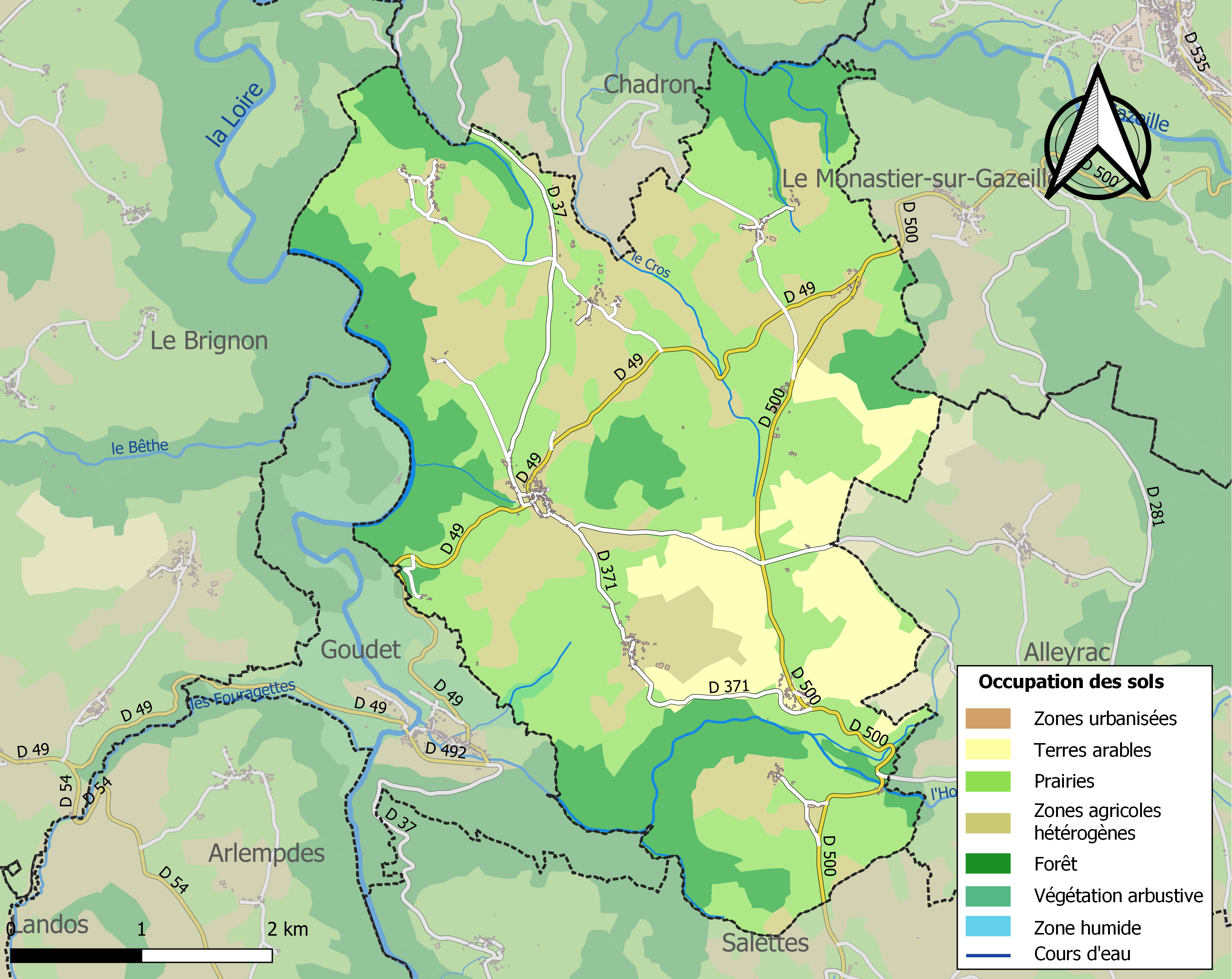
Carte des infrastructures et de l'occupation des sols de la commune en 2018 (CLC).

L'occupation des sols de la commune, telle qu'elle ressort de la base de données européenne d’occupation biophysique des sols Corine Land Cover (CLC), est marquée par l'importance des territoires agricoles (78,3 % en 2018), une proportion identique à celle de 1990 (78,3 %). La répartition détaillée en 2018 est la suivante : 
prairies (43,3 %), zones agricoles hétérogènes (24 %), forêts (21,4 %), terres arables (11 %), milieux à végétation arbustive et/ou herbacée (0,3 %). L'évolution de l’occupation des sols de la commune et de ses infrastructures peut être observée sur les différentes représentations cartographiques du territoire : la carte de Cassini (XVIIIe siècle), la carte d'état-major (1820-1866) et les cartes ou photos aériennes de l'IGN pour la période actuelle (1950 à aujourd'hui).

### Lieux-dits, hameaux et écarts
Fugères est un hameau proche au sud-est de Saint-Martin
Les autres principaux hameaux sont Les Salles, Courmarcès, Le Cros, Fugères, Ponteils.

### Habitat et logement
En 2020, le nombre total de logements dans la commune était de 256, alors qu'il était de 254 en 2015 et de 257 en 2010.
Parmi ces logements, 46,1 % étaient des résidences principales, 49,6 % des résidences secondaires et 4,3 % des logements vacants. Ces logements étaient pour 99,6 % d'entre eux des maisons individuelles et pour 0,4 % des appartements.
Le tableau ci-dessous présente la typologie des logements à Saint-Martin-de-Fugères en 2020 en comparaison avec celle de la Haute-Loire et de la France entière. Une caractéristique marquante du parc de logements est ainsi une proportion de résidences secondaires et logements occasionnels (49,6 %), très  supérieure à celle du département (16 %) et à celle de la France entière (9,7 %). Concernant le statut d'occupation de ces logements, 86,4 % des habitants de la commune sont propriétaires de leur logement (82,4 % en 2015), contre 70,3 % pour la Haute-Loire et 57,5 pour la France entière.
| Typologie                                               | Saint-Martin-de-Fugères | Haute-Loire | France entière |
| ------------------------------------------------------- | ----------------------- | ----------- | -------------- |
| Résidences principales (en %)                           | 46,1                    | 71,6        | 82,1           |
| Résidences secondaires et logements occasionnels (en %) | 49,6                    | 16          | 9,7            |
| Logements vacants (en %)                                | 4,3                     | 12,4        | 8,2            |

## Toponymie
Le nom de la commune vient de S. Martini de Feugeriis (Ernest Nègre).

## Histoire

### Révolution française et Empire
La commune de Saint-Martin, instituée par la Révolution française, absorbe entre 1790 et 1794 celle de Fugères et devient Saint-Martin-de-Fugères.

### Époque contemporaine
Saint-Martin-de-Fugères est un village étape de Robert Louis Stevenson dans son Voyage avec un âne dans les Cévennes (1879) :

« C'était dimanche. Les champs de la montagne étaient tous déserts dans la clarté du soleil et, tandis qu'au bas de la côte, nous traversions Saint-Martin-de-Fugères, l'église débordait de fidèles jusque sur le seuil. Il y avait des gens agenouillés au-dehors sur les marches et le bruit du plaint-chant du prêtre m'arriva de l'intérieur obscur. Cela me donna aussitôt une impression de famille, car je suis, pour ainsi dire, un compatriote du dimanche, comme l'accent écossais, agitent en moi des sentiments complexes : reconnaissance et le contraire. Il n'y a qu'un voyageur, qui surgit là comme un évadé d'une autre planète, à pouvoir goûter exactement la paix et la beauté de la grande fête ascétique. La vue de la contrée au repos lui fait du bien à l'âme. Il y a quelque chose de meilleur que la musique dans le vaste silence insolite, et qui dispose à d'agréables pensées comme le bruit d'une mince rivière ou la chaleur du clair soleil. »

## Politique et administration

### Rattachements administratifs et électoraux

#### Rattachements administratifs
La commune se trouve dans l'arrondissement du Puy-en-Velay du département de la haute-Loire
Elle faisait partie depuis 1801 du canton du Monastier-sur-Gazeille. Dans le cadre du redécoupage cantonal de 2014 en France, cette circonscription administrative territoriale a disparu, et le canton n'est plus qu'une circonscription électorale.

#### Rattachements électoraux
Pour les élections départementales, la commune fait partie depuis 2014 du canton du Mézenc.
Pour l'élection des députés, elle fait partie de la première circonscription de la Haute-Loire depuis le redécoupage électoral de 1986.

### Intercommunalité
Saint-Martin-de-Fugères était membre de la petite communauté de communes du Mézenc et de la Loire Sauvage, un établissement public de coopération intercommunale (EPCI) à fiscalité propre créé fin  1994  et auquel la commune avait transféré un certain nombre de ses compétences, dans les conditions déterminées par le code général des collectivités territoriales.
Dans le cadre des dispositions de la loi portant nouvelle organisation territoriale de la République du 7 août 2015, qui prévoit que les établissements publics de coopération intercommunale (EPCI) à fiscalité propre doivent avoir un minimum de 15 000 habitants, cette intercommunalité a fusionné avec sa voisine pour former, le 1er janvier 2017, la communauté de communes Mézenc-Loire-Meygal, dont est désormais membre la commune.

### Liste des maires
| Période                                  | Période                        | Identité          | Étiquette | Qualité                                                                        |
| ---------------------------------------- | ------------------------------ | ----------------- | --------- | ------------------------------------------------------------------------------ |
| Les données manquantes sont à compléter. |                                |                   |           |                                                                                |
|                                          |                                |                   |           |                                                                                |
| maire en 1967                            |                                | Robert Roche      | DVD       |                                                                                |
|                                          |                                |                   |           |                                                                                |
| mars 2001                                | printemps 2023                 | Jean-Pierre Pons, |           | Vice-président de la communauté de communes du Pays du Mézenc Mort en fonction |
| août 2023                                | En cours (au 30 novembre 2023) | Jean Chambon      |           | Agriculteur                                                                    |

## Population et société

### Démographie

#### Évolution démographique
L'évolution du nombre d'habitants est connue à travers les recensements de la population effectués dans la commune depuis 1793. Pour les communes de moins de 10 000 habitants, une enquête de recensement portant sur toute la population est réalisée tous les cinq ans, les populations de référence des années intermédiaires étant quant à elles estimées par interpolation ou extrapolation. Pour la commune, le premier recensement exhaustif entrant dans le cadre du nouveau dispositif a été réalisé en 2005.

En 2022, la commune comptait 228 habitants, en évolution de +4,59 % par rapport à 2016 (Haute-Loire : +0,36 %, France hors Mayotte : +2,11 %).
| 1793  | 1800  | 1806  | 1821  | 1831  | 1836  | 1841  | 1846  | 1851  |
| ----- | ----- | ----- | ----- | ----- | ----- | ----- | ----- | ----- |
| 1 216 | 1 223 | 1 234 | 1 218 | 1 277 | 1 290 | 1 311 | 1 361 | 1 260 |

| 1856  | 1861  | 1866  | 1872  | 1876  | 1881  | 1886  | 1891  | 1896  |
| ----- | ----- | ----- | ----- | ----- | ----- | ----- | ----- | ----- |
| 1 245 | 1 254 | 1 058 | 1 112 | 1 145 | 1 057 | 1 133 | 1 156 | 1 186 |

| 1901  | 1906  | 1911  | 1921 | 1926 | 1931 | 1936 | 1946 | 1954 |
| ----- | ----- | ----- | ---- | ---- | ---- | ---- | ---- | ---- |
| 1 188 | 1 133 | 1 080 | 973  | 870  | 849  | 811  | 761  | 583  |

| 1962 | 1968 | 1975 | 1982 | 1990 | 1999 | 2005 | 2006 | 2010 |
| ---- | ---- | ---- | ---- | ---- | ---- | ---- | ---- | ---- |
| 526  | 512  | 422  | 363  | 266  | 245  | 245  | 243  | 204  |

| 2015 | 2020 | 2022 | - | - | - | - | - | - |
| ---- | ---- | ---- | - | - | - | - | - | - |
| 218  | 236  | 228  | - | - | - | - | - | - |

#### Pyramide des âges
La population de la commune est relativement âgée.
En 2018, le taux de personnes d'un âge inférieur à 30 ans s'élève à 24,2 %, soit en dessous de la moyenne départementale (31 %). À l'inverse, le taux de personnes d'âge supérieur à 60 ans est de 39,4 % la même année, alors qu'il est de 31,1 % au niveau départemental.
En 2018, la commune comptait 122 hommes pour 102 femmes, soit un taux de 54,46 % d'hommes, largement supérieur au taux départemental (49,13 %).
Les pyramides des âges de la commune et du département s'établissent comme suit.
| Hommes | Classe d’âge | Femmes |
| ------ | ------------ | ------ |
| 1,6    | 90 ou +      | 1,9    |
| 7,8    | 75-89 ans    | 9,3    |
| 31,0   | 60-74 ans    | 27,1   |
| 22,5   | 45-59 ans    | 20,6   |
| 14,0   | 30-44 ans    | 15,9   |
| 11,6   | 15-29 ans    | 8,4    |
| 11,6   | 0-14 ans     | 16,8   |

| Hommes | Classe d’âge | Femmes |
| ------ | ------------ | ------ |
| 0,9    | 90 ou +      | 2,5    |
| 8,4    | 75-89 ans    | 11,7   |
| 20,4   | 60-74 ans    | 20,5   |
| 21,3   | 45-59 ans    | 20,3   |
| 16,8   | 30-44 ans    | 16,3   |
| 15,2   | 15-29 ans    | 13,2   |
| 17     | 0-14 ans     | 15,6   |

### Sports et loisirs
- AS Chadron Saint-Martin de Fugères[19],[20].

## Économie

### Revenus
En 2018, la commune compte 107 ménages fiscaux, regroupant 218 personnes. La médiane du revenu disponible par unité de consommation est de 18 540 € (20 800 € dans le département).

### Emploi
| Division       | 2008  | 2013  | 2018  |
| -------------- | ----- | ----- | ----- |
| Commune        | 4,3 % | 7,4 % | 7,5 % |
| Département    | 6,3 % | 7,7 % | 7,7 % |
| France entière | 8,3 % | 10 %  | 10 %  |

En 2018, la population âgée de 15 à 64 ans s'élève à 127 personnes, parmi lesquelles on compte 76,1 % d'actifs (68,7 % ayant un emploi et 7,5 % de chômeurs) et 23,9 % d'inactifs,. Depuis 2008, le taux de chômage communal (au sens du recensement) des 15-64 ans est inférieur à celui de la France et du département.
La commune est hors attraction des villes,. Elle compte 45 emplois en 2018, contre 46 en 2013 et 55 en 2008. Le nombre d'actifs ayant un emploi résidant dans la commune est de 88, soit un indicateur de concentration d'emploi de 51,2 % et un taux d'activité parmi les 15 ans ou plus de 50,7 %.
Sur ces 88 actifs de 15 ans ou plus ayant un emploi, 34 travaillent dans la commune, soit 39 % des habitants. Pour se rendre au travail, 74,2 % des habitants utilisent un véhicule personnel ou de fonction à quatre roues, 4,3 % s'y rendent en deux-roues, à vélo ou à pied et 21,5 % n'ont pas besoin de transport (travail au domicile).

## Culture locale et patrimoine

### Lieux et monuments
- Église de la Nativité de la Sainte-Vierge, de style roman, fortement remaniée aux XVe et XVIe siècles, et qui conserve des éléments du XIIe siècle. Elle est inscrite au titre des monuments historiques en 1994[21].

## Pour approfondir